# Frank Brickowski
Francis Anthony "Frank" Brickowski (nacido el 14 de agosto de 1959 en Bayville, Nueva York) es un exjugador de baloncesto estadounidense que disputó trece temporadas en la NBA, tras comenzar su carrera profesional en Europa. Con 2,06 metros de estatura, jugaba en el puesto de Ala-Pívot.

## Trayectoria deportiva

### Universidad
Brickowski jugó en el equipo de baloncesto de la universidad durante 4 años coo ala-pívot/pívot para la Universidad Estatal de Pensilvania. Ganó el premio John Lawther en 1980 como MVP del Estado de Pensilvania. Brickowski fue seleccionado en la úndécima posición de la tercera ronda del Draft de 1981 por los New York Knicks. Los Knicks consideraron que no estaba preparado para jugar en la NBA, por lo que empezó su carrera profesional en Italia. Después de un año en Italia, jugaría otro año en Francia, y los Knicks renunciaron a sus derechos después de la temporada 1982-83. Brickowski jugaría otra temporada fuera de Estados Unidos para el Maccabi Tel Aviv en Israel.

### Profesional
Brickowski firmó con los Seattle SuperSonics para la temporada 1984-85 el 23 de septiembre de 1984, finalmente conseguiría jugar en la NBA. Después de dos temporadas bastante decentes, firmó con Los Angeles Lakers, pero solo jugó con ellos una parte de la temporada ya que posteriormente sería traspasado a los San Antonio Spurs, junto con Petur Gudmundsson, dos elecciones del draft y dinero, por Mychal Thompson. Aunque Brickowski solo jugara 7 partidos para el resto de la temporada, jugó tres temporadas más de forma productiva para San Antonio, incluyendo su máximo récord de anotación por partido con 16 puntos en la temporada 1987-88.
Durante el final de la temporada 1990 Brickowski fue traspasado a los Milwaukee Bucks por Paul Pressey, debido a una lesión de Larry Krystkowiak.
Fue un jugador importante en las filas de los Bucks, pero no todo sería un camino de rosas. Durante la temporada 1991-92, la policía descubrió marihuana en el rancho de Brickowski en Montana. Brickowski fue declarado culpable, y fue forzado a pagar 2.000$ y asistir a rehabilitación. Antes de finalizar el plazo de fichajes en 1994, los Bucks los traspasaron a los Charlotte Hornets con una elección en la primera ronda del draft por Mike Gminski. Después de pasar el resto de la temporada en Charlotte, Brickowski firmó con los Sacramento Kings. Sin embargo, Brickowski se lesionó el hombro durante la pretemporada. Su lesión se agravó en su preparación durante enero de ese año y esto hizo que se perdiese completamente la temporada 1994-95.
Aunque tenía un segundo año de contrato con los Kings, Brickowski firmó de nuevo con Seattle, donde daría la sorpresa contribuyendo al equipo desde la línea de tres, anotando 32 de 79 (.405). Ayudó a Seattle a alcanzar las Finales de 1996 ante Chicago. Durante estas series, Brickowski se convirtió en un pilar fuerte en la defensa de los Sonics marcando a Dennis Rodman. Después de su temporada con Seattle, firmó como agente libre con los Boston Celtics el 1 de agosto de 1996. Jugó 17 partidos con los Celtics, siemdo cortado el 7 de julio de 1997, optando por la retirada.
Tras retirarse, pasó a formar parte de un equipo compuesto por jugadores retirados de la NBA, que realizaban un tour por China para unas exhibiciones ante la selección de China.

## Estadísticas de su carrera en la NBA

### Temporada regular
| Año     | Equipo      | PJ  | PT  | MPP  | %TC  | %3P  | %TL  | RPP | APP | ROB | TPP | PPP  |
| ------- | ----------- | --- | --- | ---- | ---- | ---- | ---- | --- | --- | --- | --- | ---- |
| 1984-85 | Seattle     | 78  | 9   | 14.3 | .492 | .000 | .669 | 3.3 | 1.3 | 0.4 | 0.2 | 4.9  |
| 1985-86 | Seattle     | 40  | 2   | 7.8  | .517 | –    | .667 | 1.4 | 0.5 | 0.3 | 0.2 | 2.0  |
| 1986-87 | L.A. Lakers | 37  | 0   | 10.9 | .564 | –    | .678 | 2.6 | 0.3 | 0.4 | 0.1 | 3.9  |
| 1986-87 | San Antonio | 7   | 0   | 11.9 | .333 | .000 | .909 | 2.7 | 0.7 | 0.9 | 0.3 | 4.3  |
| 1987-88 | San Antonio | 70  | 68  | 31.8 | .528 | .200 | .768 | 6.9 | 3.8 | 1.1 | 0.5 | 16.0 |
| 1988-89 | San Antonio | 64  | 60  | 28.5 | .515 | .000 | .715 | 6.3 | 2.0 | 1.6 | 0.5 | 13.7 |
| 1989-90 | San Antonio | 78  | 12  | 18.4 | .545 | .000 | .674 | 4.2 | 1.3 | 0.8 | 0.5 | 6.6  |
| 1990-91 | Milwaukee   | 75  | 73  | 25.5 | .527 | .000 | .798 | 5.7 | 1.7 | 1.1 | 0.6 | 12.6 |
| 1991-92 | Milwaukee   | 65  | 60  | 23.9 | .524 | .500 | .767 | 5.3 | 1.9 | 0.9 | 0.4 | 11.4 |
| 1992-93 | Milwaukee   | 66  | 64  | 31.4 | .545 | .308 | .728 | 6.1 | 3.0 | 1.2 | 0.7 | 16.9 |
| 1993-94 | Milwaukee   | 43  | 40  | 33.5 | .482 | .167 | .775 | 6.5 | 3.8 | 1.2 | 0.4 | 15.2 |
| 1993-94 | Charlotte   | 28  | 6   | 23.3 | .502 | .500 | .746 | 4.5 | 2.0 | 1.0 | 0.4 | 10.1 |
| 1995-96 | Seattle     | 63  | 8   | 15.7 | .488 | .405 | .709 | 2.4 | 0.9 | 0.4 | 0.1 | 5.4  |
| 1996-97 | Boston      | 17  | 2   | 15.0 | .438 | .350 | .714 | 2.0 | 0.9 | 0.3 | 0.2 | 4.8  |
| Total   | Total       | 731 | 404 | 22.3 | .519 | .324 | .740 | 4.7 | 1.9 | 0.9 | 0.4 | 10.0 |

### Playoffs
| Año   | Equipo      | PJ | PT | MPP  | %TC  | %3P   | %TL  | RPP | APP | ROB | TPP | PPP  |
| ----- | ----------- | -- | -- | ---- | ---- | ----- | ---- | --- | --- | --- | --- | ---- |
| 1988  | San Antonio | 3  | 3  | 37.7 | .500 | 1.000 | .684 | 7.3 | 4.7 | 2.0 | 0.7 | 19.3 |
| 1990  | San Antonio | 10 | 0  | 16.1 | .574 | –     | .654 | 4.4 | 1.1 | 0.8 | 0.1 | 7.9  |
| 1991  | Milwaukee   | 3  | 3  | 36.7 | .533 | .000  | .500 | 8.7 | 1.0 | 0.3 | 0.7 | 18.3 |
| 1996  | Seattle     | 21 | 3  | 9.8  | .421 | .273  | .750 | 1.4 | 0.5 | 0.3 | 0.2 | 2.0  |
| Total | Total       | 37 | 9  | 15.9 | .514 | .280  | .635 | 3.3 | 1.1 | 0.6 | 0.3 | 6.3  |